# Линь Цзюньцзе
Линь Цзюньцзе (кит. упр. 林俊傑, пиньинь Lín Jùnjié, JJ Lin; род. 21 марта 1981) — сингапурский поп-певец, актёр, музыкальный продюсер и бизнесмен.

## Биография
Линь родился в Сингапуре, перед тем как начать карьеру певца закончил Англо-Китайскую школу и Колледж Святого Андрея, после чего уехал на Тайвань. Линь Цзюньцзе говорит и поёт на английском, хокло, севернокитайском и кантонском языках. Там он начал с того что писал их другим певцам, таким как А-мей, Харлем Ю и др., так что сейчас он пишет свои песни самостоятельно. Вернувшись в Сингапур в 2004 году, он был приглашён выступать на параде в честь дня независимости. После этого его популярность стала стремительно расти, в частности его песни, такие так Mu Nai Yi （木乃伊）стали использоваться в фильмах и сериалах. Принимал участие в конкурсах Singapore Hit Awards 2004 и 2005 года. В 2006 году вышел альбом  Cao Cao, посвящённый известному китайскому герою. Меньше чем за неделю было продано свыше 1 миллиона копий. Альбом успешно продавался на территории всей Азии. В июле 2007-го он попал в книгу рекордов Гиннесса, подписав 3052 диска за 2 часа и 30 минут, таким образом среднее время подписания составило 2,9 секунды. В мае 2009 года он победил на 14-м ежегодном Обществе композиторов и авторов Сингапура (Компас). Линь Цзюньцзе считается одним из самых высокооплачиваемых певцов в Азии.

## Альбомы
По данным на 2025 год, Линь Цзюньцзе выпустил 15 студийных альбомов.
| Название                                                                               | Детали                                                                               | Лучшая позиция в чартах | Лучшая позиция в чартах | Лучшая позиция в чартах | Лучшая позиция в чартах | Продажи                                                     | Сертификация         |
| Название                                                                               | Детали                                                                               | SGP                     | HK                      | TWN                     | US World                | Продажи                                                     | Сертификация         |
| -------------------------------------------------------------------------------------- | ------------------------------------------------------------------------------------ | ----------------------- | ----------------------- | ----------------------- | ----------------------- | ----------------------------------------------------------- | -------------------- |
| Music Voyager (樂行者)                                                                 | - Релиз: 10 апреля 2013 - Лейбл: Ocean Butterflies - Формат: CD, digital download    | 5                       | —                       | —                       | —                       | - Азия: 1,200,000                                           |                      |
| Haven (第二天堂)                                                                       | - Релиз: 8 июня 2004 - Лейбл: Ocean Butterflies - Формат: CD, digital download       | 5                       | —                       | —                       | —                       | - Азия: 1,800,000                                           |                      |
| No. 89757 (編號89757)                                                                  | - Релиз: 1 апреля 2005 - Лейбл: Ocean Butterflies - Формат: CD, digital download     | 1                       | —                       | —                       | —                       | - Азия: 1,500,000                                           |                      |
| Cao Cao (曹操)                                                                         | - Релиз: 17 февраля 2006 - Лейбл: Ocean Butterflies - Формат: CD, digital download   | —                       | —                       | 2                       | —                       | - Азия: 2,000,000 - Тайвань: 200,000                        |                      |
| Westside (西界)                                                                        | - Релиз: 29 июня 2007 - Лейбл: Ocean Butterflies - Формат: CD, digital download      | —                       | —                       | 2                       | —                       | - Азия: 1,600,000                                           |                      |
| Sixology (JJ陸)                                                                        | - Релиз: 18 октября 2008 - Лейбл: Ocean Butterflies - Формат: CD, digital download   | —                       | —                       | 5                       | —                       | - Азия: 1,000,000                                           |                      |
| Hundred Days (100 天)                                                                  | - Релиз: 18 декабря 2009 - Лейбл: Ocean Butterflies - Формат: CD, digital download   | —                       | —                       | 2                       | —                       |                                                             |                      |
| She Says (她說)                                                                        | - Релиз: 8 декабря 2010 - Лейбл: Ocean Butterflies - Формат: CD, digital download    | —                       | —                       | 9                       | —                       |                                                             |                      |
| Lost N Found (學不會)                                                                  | - Релиз: 31 декабря 2011 - Лейбл: Warner Music Taiwan - Формат: CD, digital download | —                       | 5                       | 1                       | —                       | - Тайвань: 55,000 - Сингапур: 10,000                        | - статус: платиновый |
| Stories Untold (因你而在)                                                              | - Релиз: 13 марта 2013 - Лейбл: Warner Music Taiwan - Формат: CD, digital download   | —                       | 8                       | 1                       | —                       | - Тайвань: 78,000 - Сингапур: 10,000                        | - Статус: платиновый |
| Genesis (新地球)                                                                       | - Релиз: 27 декабря 2014 - Лейбл: Warner Music Taiwan - Формат: CD, digital download | —                       | 6                       | 1                       | 9                       | - Тайвань: 95,000 - Сингапур: 10,000                        | - Статус: платиновый |
| From M.E. to Myself (和自己對话)                                                       | - Релиз: 25 декабря 2015 - Лейбл: Warner Music Taiwan - Формат: CD, digital download | —                       | 10                      | 1                       | —                       | - Тайвань: 90,000 - Сингапур: 10,000 - Китай: 227,439 (dl.) | - Статус: платиновый |
| Message in a Bottle (伟大的渺小)                                                       | - Релиз: 29 декабря 2017 - Лейбл: Warner Music Taiwan - Формат: CD, digital download | —                       | 3                       | 1                       | —                       | - Китай: 1,222,404 (dl.) - SGP: 5,000                       | - Статус: золотой    |
| Drifter / Like You Do (倖存者·如你)                                                    | - Релиз: 20 октября 2020 - Лейбл: Warner Music Taiwan - Формат: CD, digital download | —                       | 6                       | 1                       | —                       | - Китай: 1,355,401 (dl.)                                    |                      |
| Happily, Painfully After (重拾_快樂)                                                   | - Релиз: 21 апреля 2023 - Лейбл: JFJ Productions - Формат: Digital download          | —                       | —                       | 1                       | —                       | - Китай: 926,535 (dl.)                                      |                      |
| «—» обозначает релизы, которые не попали в чарты или не были выпущены в данном регионе |                                                                                      |                         |                         |                         |                         |                                                             |                      |